# 栃木県道・群馬県道・埼玉県道・茨城県道9号佐野古河線

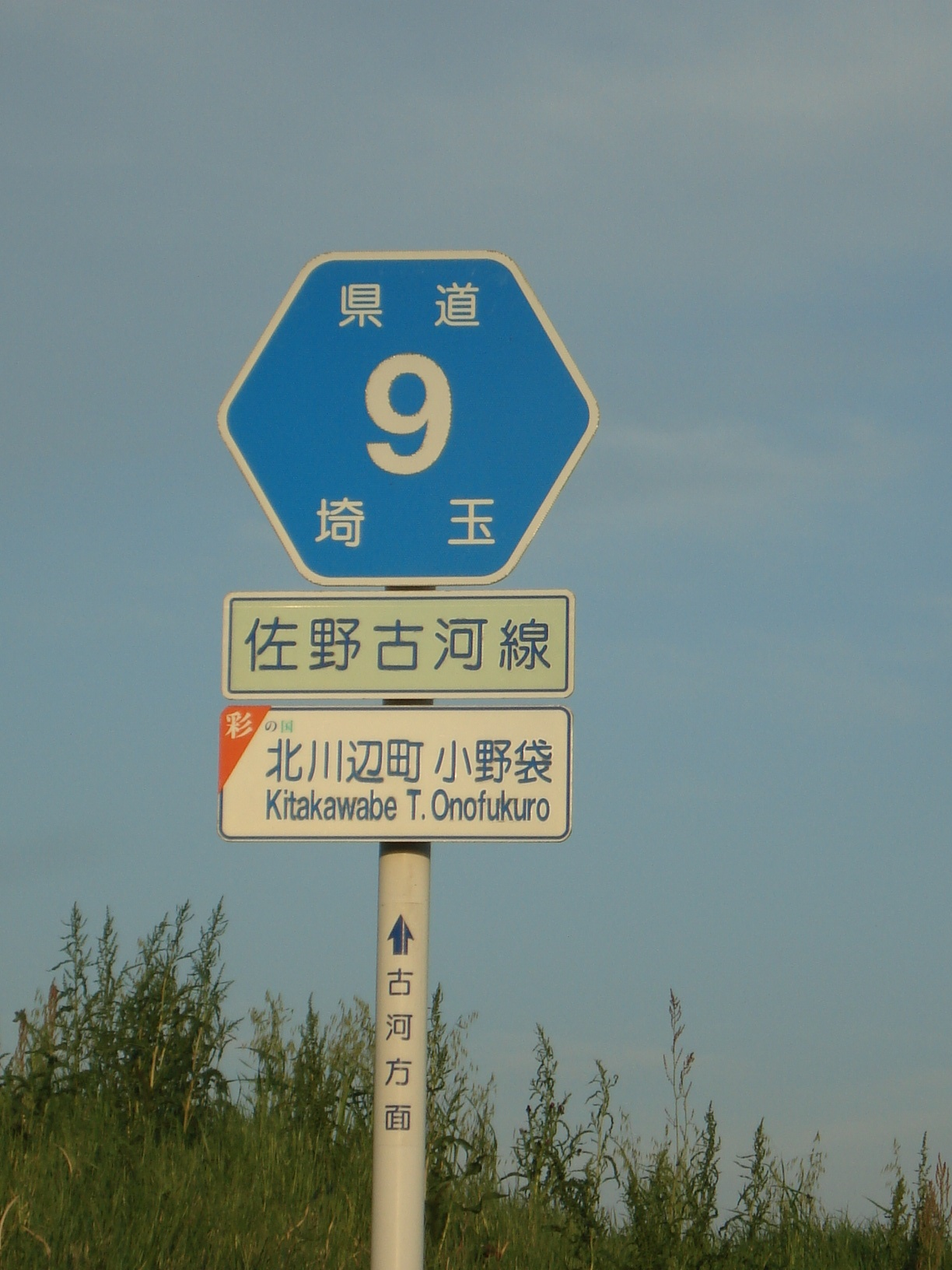
埼玉県加須市にある県道標識

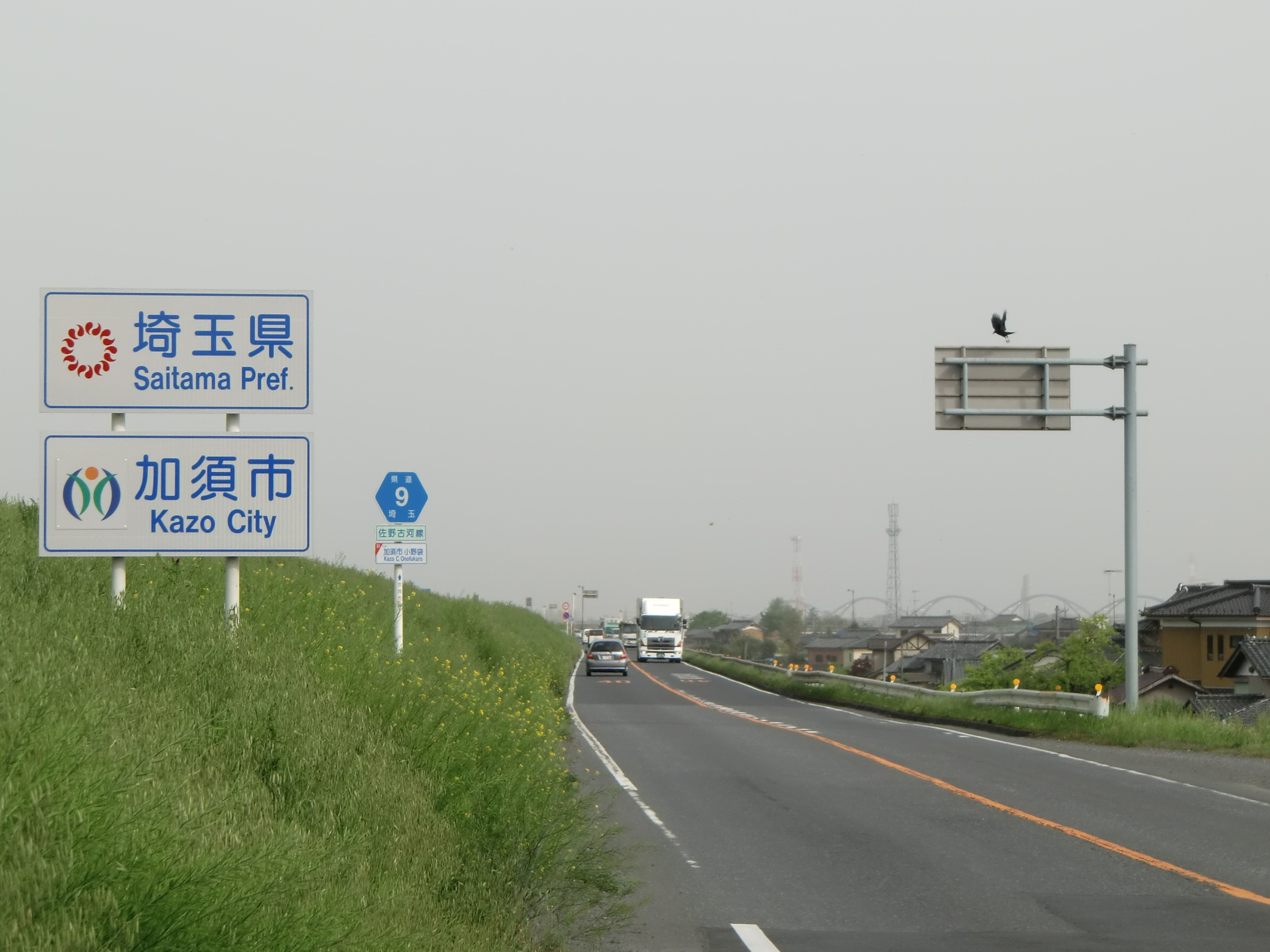
埼玉県と栃木県の県境

栃木県道・群馬県道・埼玉県道・茨城県道9号佐野古河線（とちぎけんどう・ぐんまけんどう・さいたまけんどう・いばらきけんどう9ごう さのこがせん）は、栃木県佐野市から茨城県古河市に至る県道（主要地方道）である。
日本にある都道府県道において、4つの県を通過する唯一の都府県道である。

## 概要
栃木県佐野市佐野町中心街地に位置する浅沼町交差点で栃木県道67号桐生岩舟線より分岐し、渡良瀬川に沿って南下して渡良瀬遊水池（谷中湖）の西岸を経て、茨城県古河市中心市街地の茨城県道261号野木古河線交点（古河駅西口入口交差点）に至る県道で、茨城県南西部・埼玉県北東部と栃木県佐野市を短絡する地域の動脈でもある。主な通過地は、栃木県佐野市浅沼町、栃木市藤岡町藤岡、群馬県邑楽郡板倉町海老瀬、埼玉県加須市小野袋・柏戸・向古河、茨城県古河市錦町・中央町である。渡良瀬川を渡る埼玉・茨城県境の三国橋は、国道354号と重複する。
渡良瀬遊水地付近では、かつての渡良瀬川・谷田川の流路を起源とする県境が非常に入り組む区間を通過しており、短距離の間に北から順に栃木県・群馬県・埼玉県・群馬県・栃木県・埼玉県と次々に県名が変化する。4県を経由する県道は全国でも唯一であり、埼玉県と栃木県が直接的に接する区間を走る唯一の県道でもある。
渡良瀬遊水地の存在ゆえ周囲に並行する道路が少なく、本道を迂回すると極めて大回りのルートとなる。また本県道は大部分が3本の栃木県道と連続しており、栃木県宇都宮市から西回りで茨城県古河市への往来ができるため交通量が多く、ダンプカーや大型トラックなど大型車両の通行が集中する傾向がある。

### 路線データ
- 起点：栃木県佐野市浅沼町（浅沼町交差点 = 栃木県道16号佐野田沼線・栃木県道67号桐生岩舟線交点）
- 終点：茨城県古河市本町二丁目（古河駅西口入口交差点 = 茨城県道261号野木古河線交点）
- 総延長：18.183 km（栃木県区間：12.257 km、群馬県区間：2.8 km、埼玉県区間：1.421 km、茨城県区間：1.705 km[3]）
- 重用延長：*.* km（栃木県区間：*.* km、群馬県区間：*.* km、埼玉県区間：*.* km、茨城県区間：0.566 km[3]）
- 未供用延長：なし（栃木県区間：*.* km、群馬県区間：*.* km、埼玉県区間：*.* km、茨城県区間：0.0 km[3]）
- 実延長：*.* km（栃木県区間：7.548 km[4]、群馬県区間：*.* km、埼玉県区間：*.* km、茨城県区間：1.139 km[3]）
- 自動車交通不能区間延長[注釈 2]：なし（栃木県区間：*.* km、群馬県区間：*.* km、埼玉県区間：*.* km、茨城県区間：0.0 km[3]）

## 歴史
- 1954年（昭和29年）
  - 1月20日：建設省が県道佐野藤岡線の一部、県道藤岡古河線、県道川辺藤岡線の一部、県道加須古河線の一部、県道古河加須線を佐野古河線（佐野市 - 栃木県下都賀郡藤岡町 - 群馬県邑楽郡海老瀬村 - 埼玉県北埼玉郡川辺村 - 古河市）として主要地方道に指定[5]。
  - 4月1日：栃木県が県道佐野古河線(整理番号9)として路線認定（告示は3月31日付）[6]。佐野藤岡線と藤岡古河線は3月31日付で廃止[7]。
  - 8月10日：群馬県が県道佐野古河線（整理番号12）として路線認定[8]。
  - 9月1日：茨城県が県道佐野古河線（整理番号2）として路線認定[9]。
- 1955年（昭和30年）4月1日：埼玉県が県道佐野古河線（整理番号五）として路線認定[注釈 3][10]。
- 1960年（昭和35年）12月14日：茨城県内の区間（古河市観音寺町県界 - 古河市古河二丁目1級国道4号線交点）が供用開始される[11]。
- 1962年（昭和37年）8月10日：栃木県が県道佐野古河線（整理番号9）を改めて路線認定[12]。また、県内の道路区域（佐野市相生町2820番地二級国道前橋水戸線分岐点から下都賀郡藤岡町大字藤岡字下宮637の1番地群馬県界まで、延長12,955.0 m、幅員5.0～14.0 m）を決定[13]。
- 1975年（昭和50年）4月1日：群馬県が本路線の整理番号を10に変更[14]。
- 1993年（平成5年）5月11日 - 建設省が県道佐野古河線を佐野古河線として主要地方道に指定[15]。
- 1994年（平成6年）4月1日：埼玉県が本路線の整理番号を9に変更[16]。
- 1995年（平成7年）3月30日：茨城県が本路線の整理番号を9に変更[17]。
- 時期不明：群馬県が本路線の整理番号を9に変更。
- 2004年（平成16年）3月22日：茨城県古河市古河 - 古河市錦町の区間が、通行する車両の高さの最高限度4.1mの道路に指定される[18]。

## 路線状況
道路法の規定に基づき、茨城県内の古河市錦町（三国橋交差点） - 同市本町（古河駅西口入口交差点）間は、緊急輸送道路として機能を維持するため、災害発生時の被害拡大防止を目的に道路用地内に電柱を建てることが制限されている。

### 重複区間
- 国道354号（埼玉県加須市向古河 - 茨城県古河市古河）ただし板倉北川辺バイパスの開通に伴い、埼玉県内の大半が当県道単独区間となった[20]。2018年4月現在重複する部分は三国橋の部分（茨城県側の三国橋交差点から三国橋上の埼玉・茨城県境の間）のみである。

### 道路施設
- 新開橋（渡良瀬川、栃木県栃木市藤岡町藤岡）
- 道の駅かぞわたらせ（埼玉県加須市）
- 三国橋（渡良瀬川、埼玉県加須市 - 茨城県古河市）※国道354号と重用

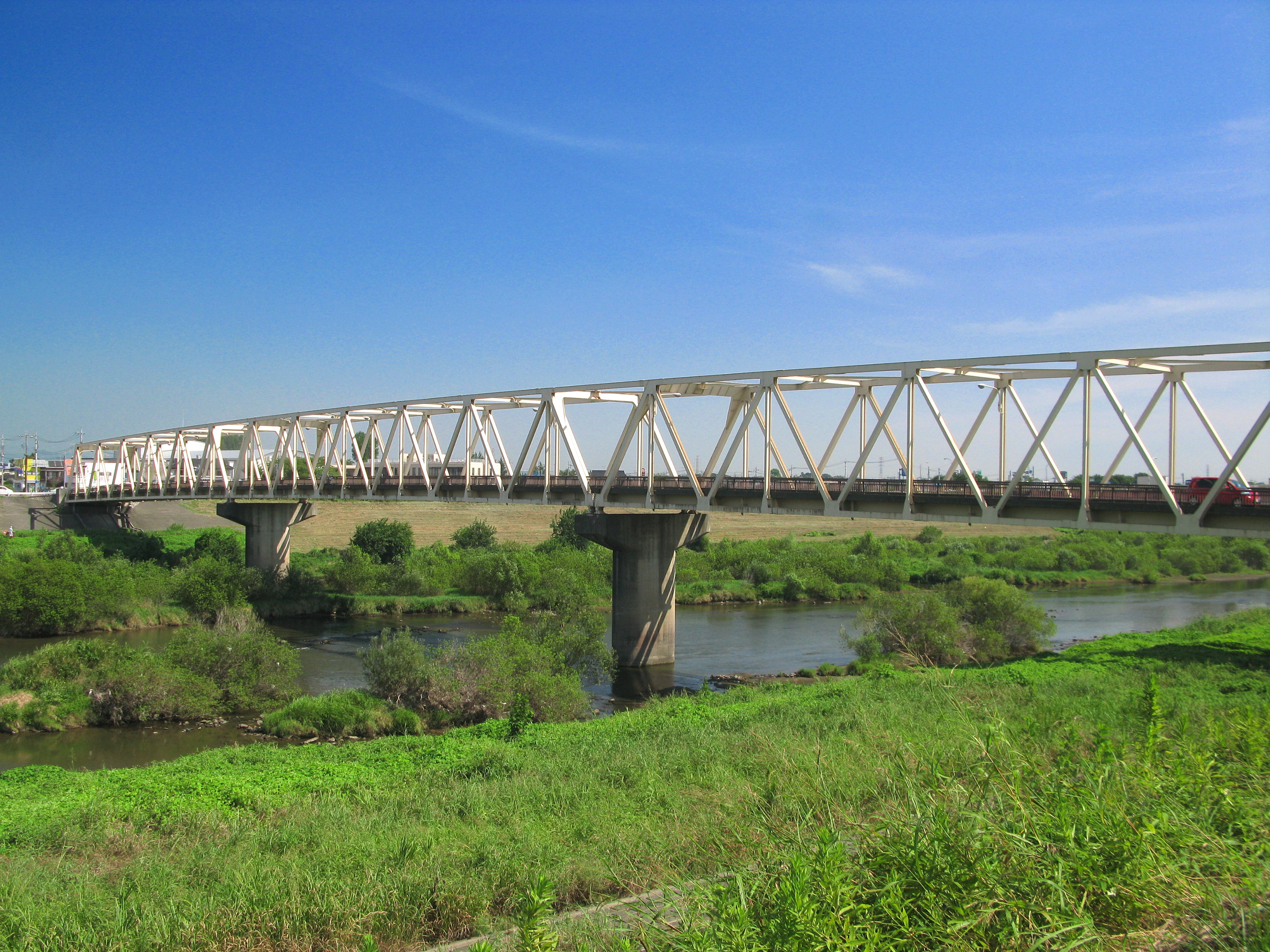
渡良瀬川に架かる新開橋（0.22 km, 栃木県栃木市）
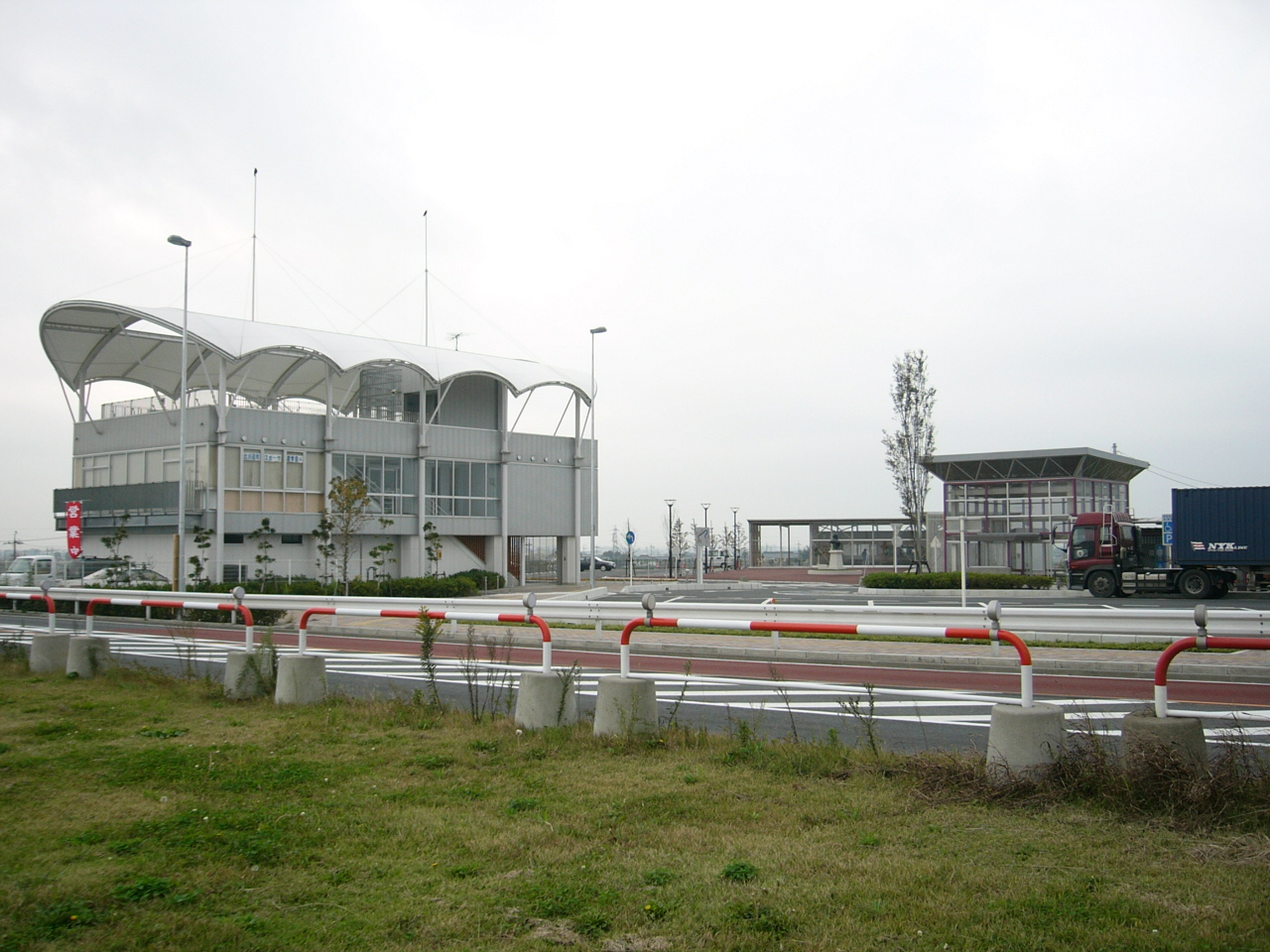
道の駅きたかわべ
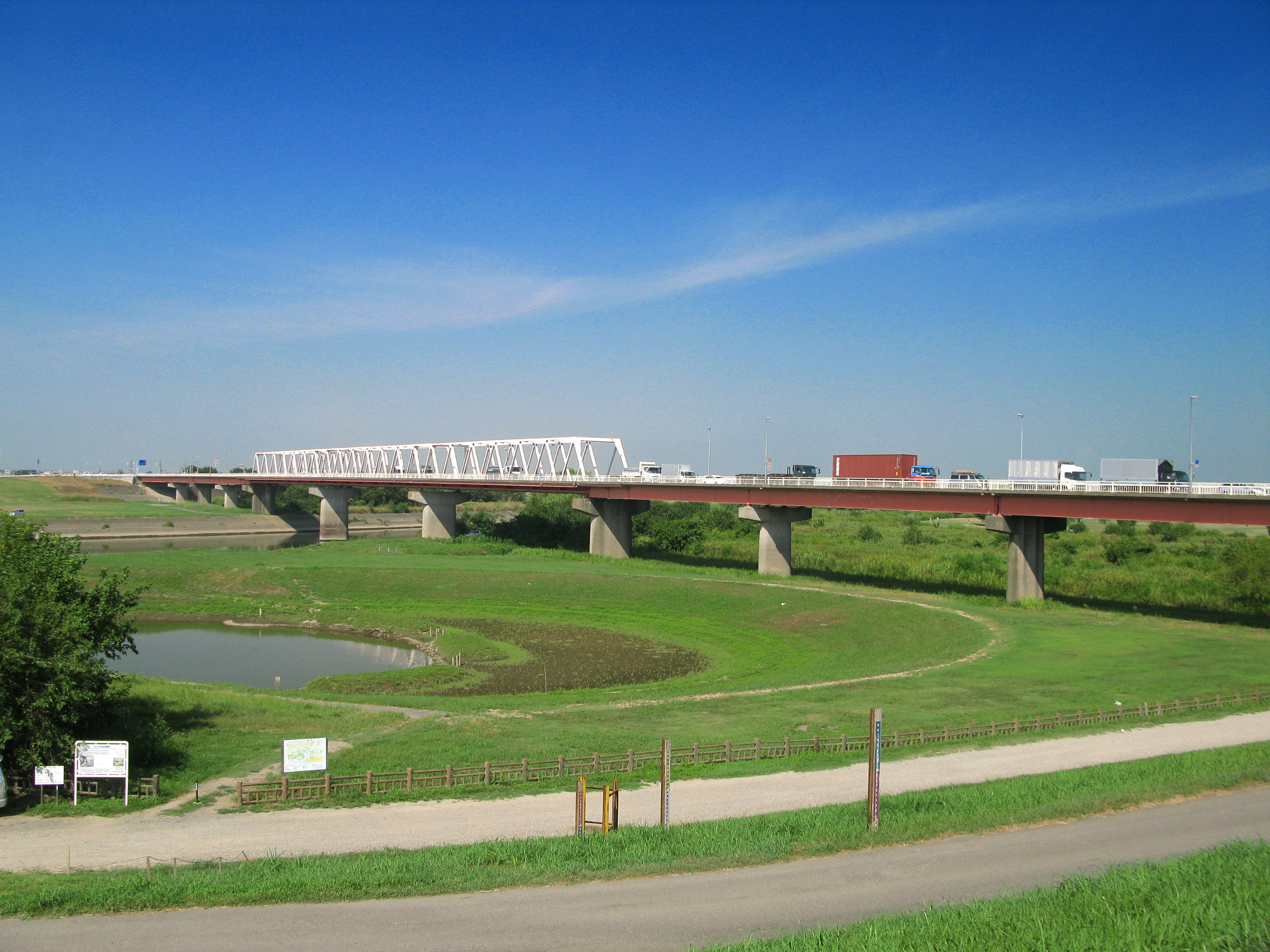
渡良瀬川に架かる三国橋（0.55 km, 茨城県古河市）

## 地理
本県道が走る地域は、明治時代に足尾銅山の鉱毒で渡良瀬川の下流域に大きな被害を出したため、鉱毒を沈めるために明治政府が谷中村を廃村にして作り上げた渡良瀬遊水地があるところである。このあたりの県境は、遊水地が出来る前の複雑に曲がりくねった川の流路に沿って決められているため、ここを直線的に走る本県道は何度も県境を踏み越える。渡良瀬遊水池は動植物が豊かな地でラムサール条約にも登録されており、周辺の沿道にはゴルフ場がある。

### 通過する自治体
- 栃木県
  - 佐野市
  - 栃木市
- 群馬県
  - 邑楽郡板倉町
- 埼玉県
  - 加須市
- 茨城県
  - 古河市

### 交差する道路
| 交差する道路                                                     | 交差する道路            | 交差点名       | 所在地 | 所在地       | 所在地     |
| ---------------------------------------------------------------- | ----------------------- | -------------- | ------ | ------------ | ---------- |
| 栃木県道16号佐野田沼線（栃木県道141号唐沢山公園線重用） 田沼方面 |                         |                |        |              |            |
| 栃木県道67号桐生岩舟線                                           | 栃木県道67号桐生岩舟線  | 浅沼町         | 栃木県 | 佐野市       | 浅沼町     |
| 栃木県道270号佐野環状線                                          | 栃木県道270号佐野環状線 | 高萩町         | 栃木県 | 佐野市       | 高萩町     |
| 国道50号                                                         | 国道50号                | 高萩※立体交差  | 栃木県 | 佐野市       | 馬門町     |
|                                                                  | 栃木県道282号中藤岡線   |                | 栃木県 | 栃木市       | 藤岡町都賀 |
|                                                                  | 栃木県道50号藤岡乙女線  | 新開橋北       | 栃木県 | 栃木市       | 藤岡町藤岡 |
| 栃木県道57号館林藤岡線                                           | 栃木県道57号館林藤岡線  | 館林街道入口   | 栃木県 | 栃木市       | 藤岡町藤岡 |
| 栃木県道122号藤岡停車場線                                        | -                       | 藤岡駅入口     | 栃木県 | 栃木市       | 藤岡町藤岡 |
|                                                                  | 栃木県道11号栃木藤岡線  | 高間           | 栃木県 | 栃木市       | 藤岡町藤岡 |
| 群馬県道367号海老瀬飯野線                                        |                         |                | 群馬県 | 邑楽郡板倉町 | 海老瀬     |
| 埼玉県道46号加須北川辺線                                         | -                       | 柏戸（遊水地） | 埼玉県 | 加須市       | 柏戸       |
| 埼玉県道368号飯積向古河線                                        |                         | 三国橋         | 埼玉県 | 加須市       | 向古河     |
|                                                                  | 国道354号               | 三国橋         | 茨城県 | 古河市       | 桜町       |
| 茨城県道261号野木古河線                                          | 茨城県道261号野木古河線 | 古河駅西口入口 | 茨城県 | 古河市       | 中央町     |
| 茨城県道312号古河停車場線 古河駅方面                             |                         |                |        |              |            |

### 沿道の施設等
栃木県、群馬県、埼玉県、茨城県
- 渡良瀬遊水地

栃木県、群馬県、埼玉県

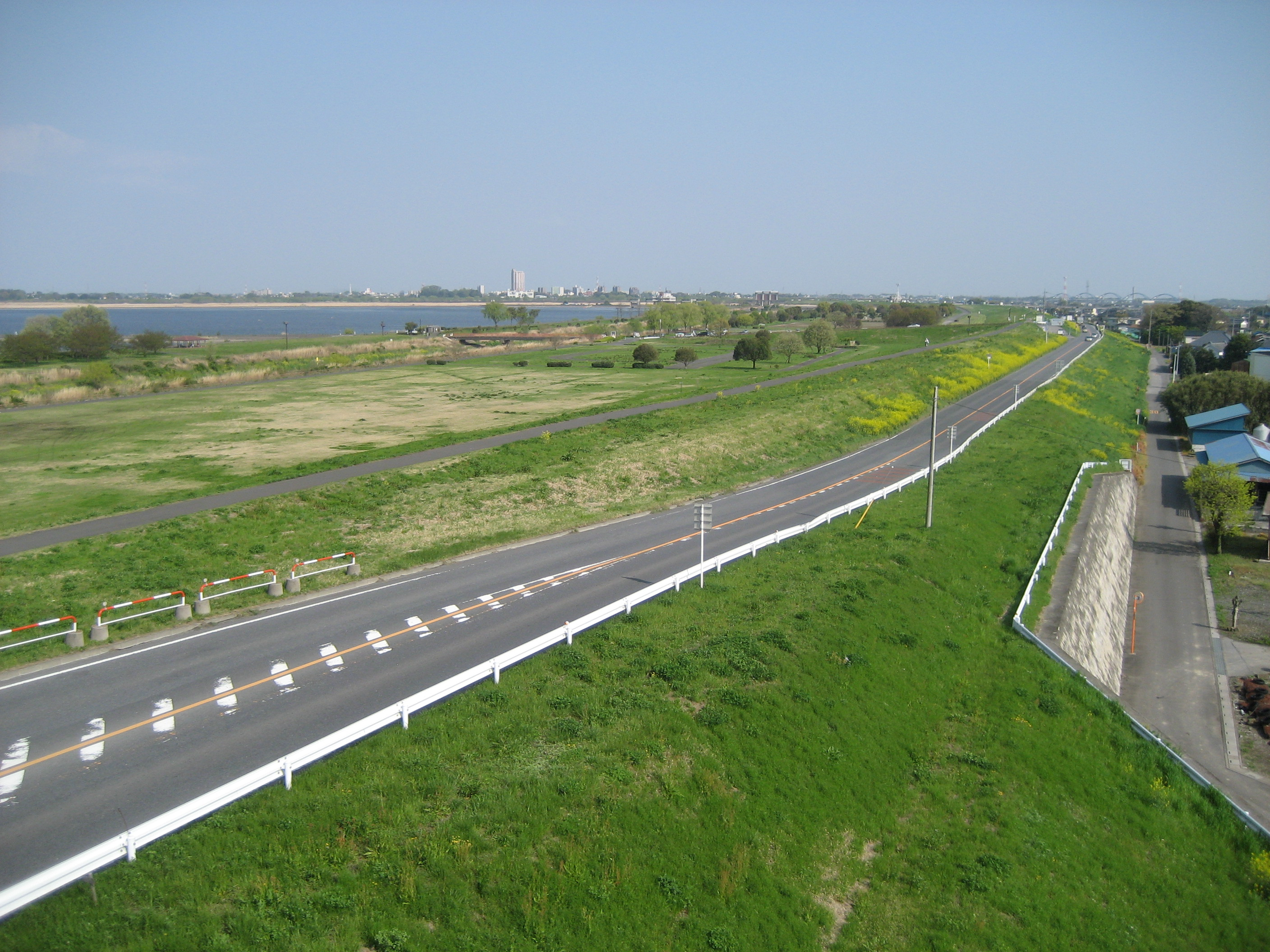
渡良瀬遊水地沿いの本道
（道の駅かぞわたらせ付近）

- 栃木・群馬・埼玉の三県境（道の駅かぞわたらせから南南東約400mの地点にある。なお、平地で3県が接する地点は日本全国で当地のみである）

栃木県佐野市
- イオンタウン佐野
- 佐野郵便局
- 佐野市文化会館
- 佐野警察署
- 佐野プレミアムアウトレット
- 佐野馬門郵便局
- 佐野市立界小学校
- 越名馬門河岸跡

栃木市
- 栃木市藤岡文化会館
- 栃木市藤岡歴史民俗資料館
- 栃木市藤岡図書館
- 栃木市藤岡総合支所
- 栃木市立藤岡小学校
- 東武日光線藤岡駅
- 旧谷中村合同慰霊碑
- 旧谷中村跡

群馬県板倉町
- 東武日光線板倉東洋大前駅
- 板倉町立東小学校

埼玉県加須市
- 道の駅かぞわたらせ
- 東武日光線柳生駅
- 国土交通省利根川上流河川事務所渡良瀬遊水池出張所
- 東武日光線新古河駅

茨城県古河市
- 古河郵便局
- 古河市立古河第一小学校
- 古河街角美術館
- JR宇都宮線古河駅

## ギャラリー

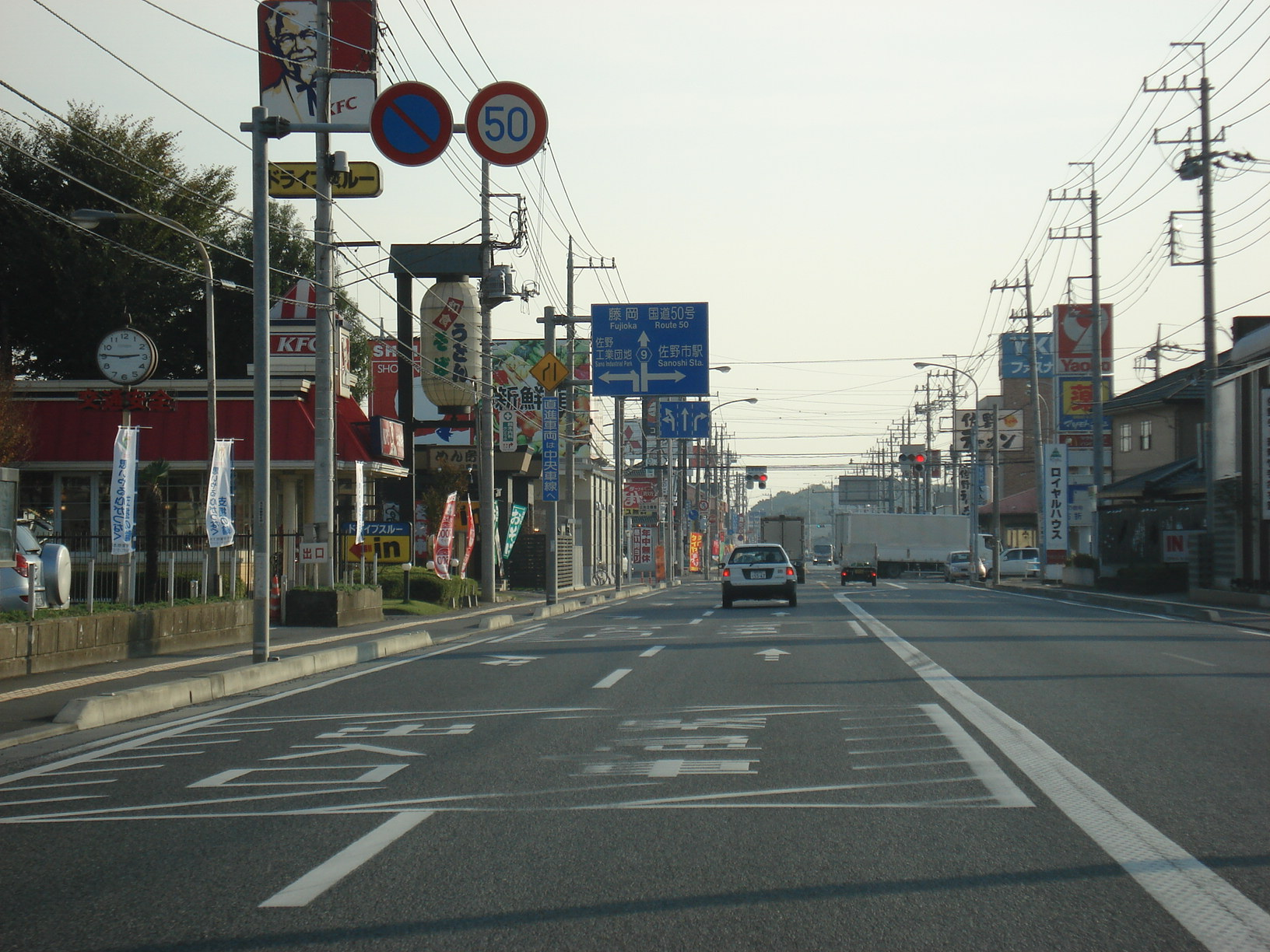
栃木県佐野市浅沼町付近
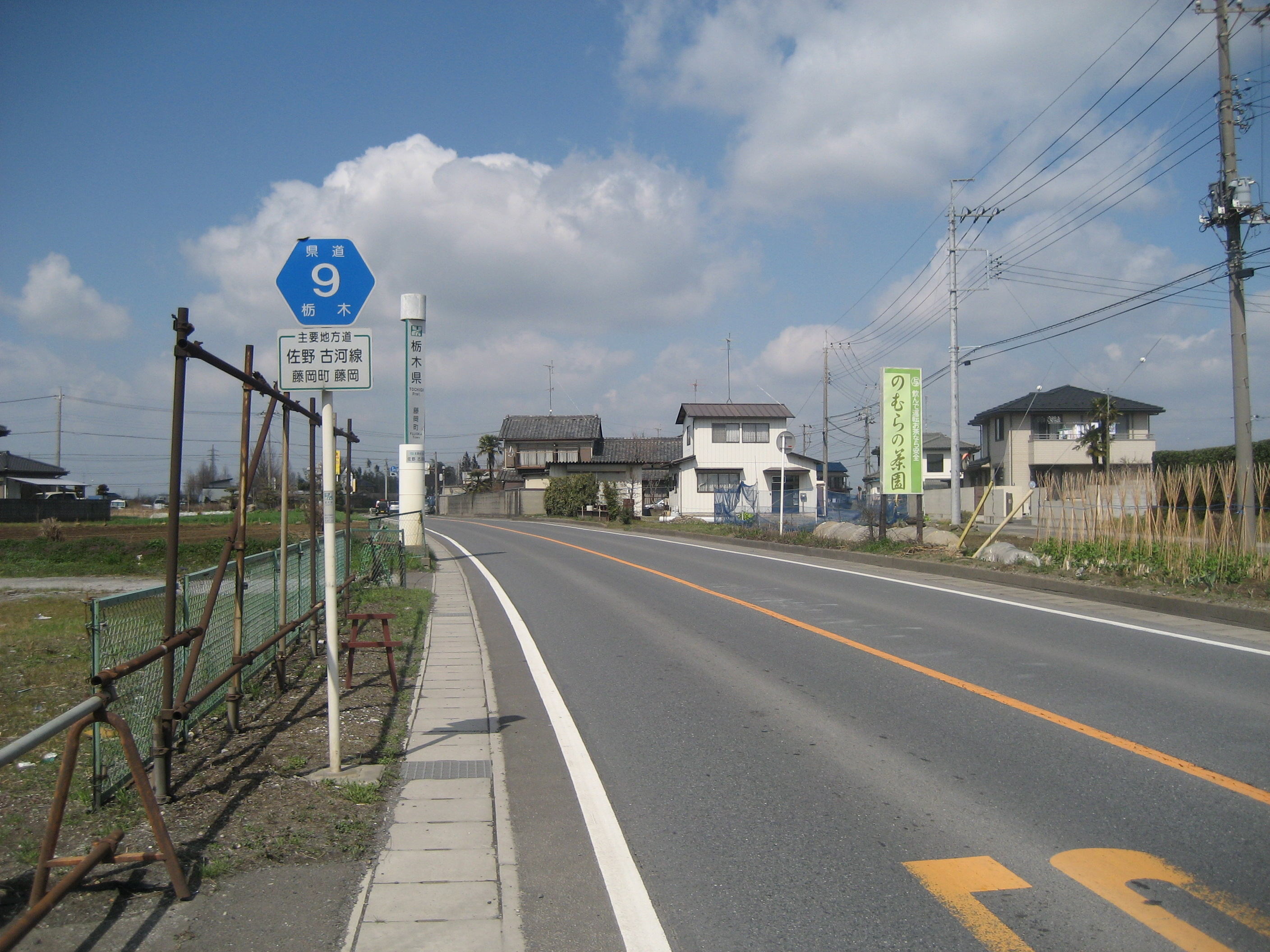
栃木県栃木市藤岡町藤岡付近
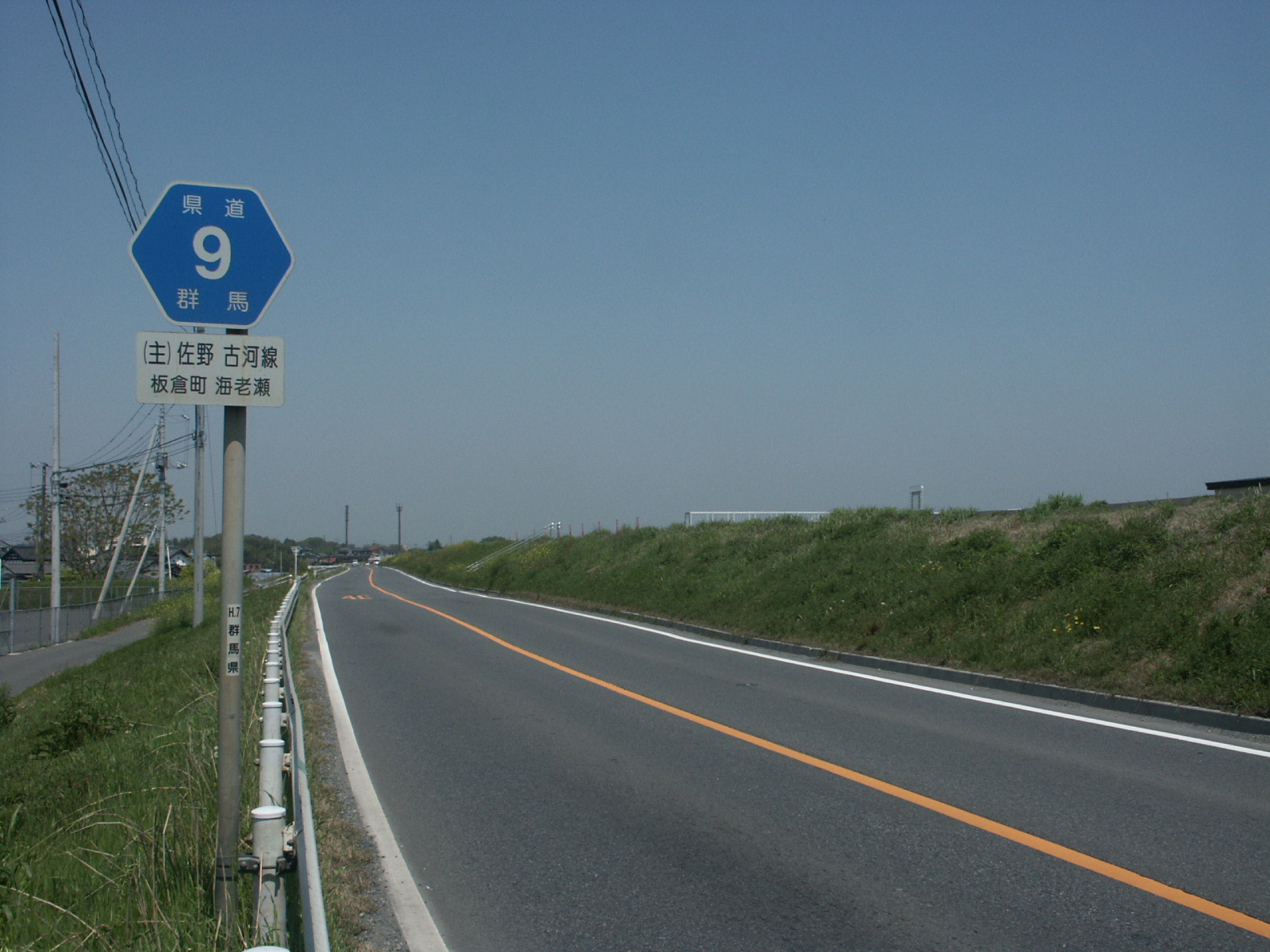
群馬県板倉町海老瀬付近
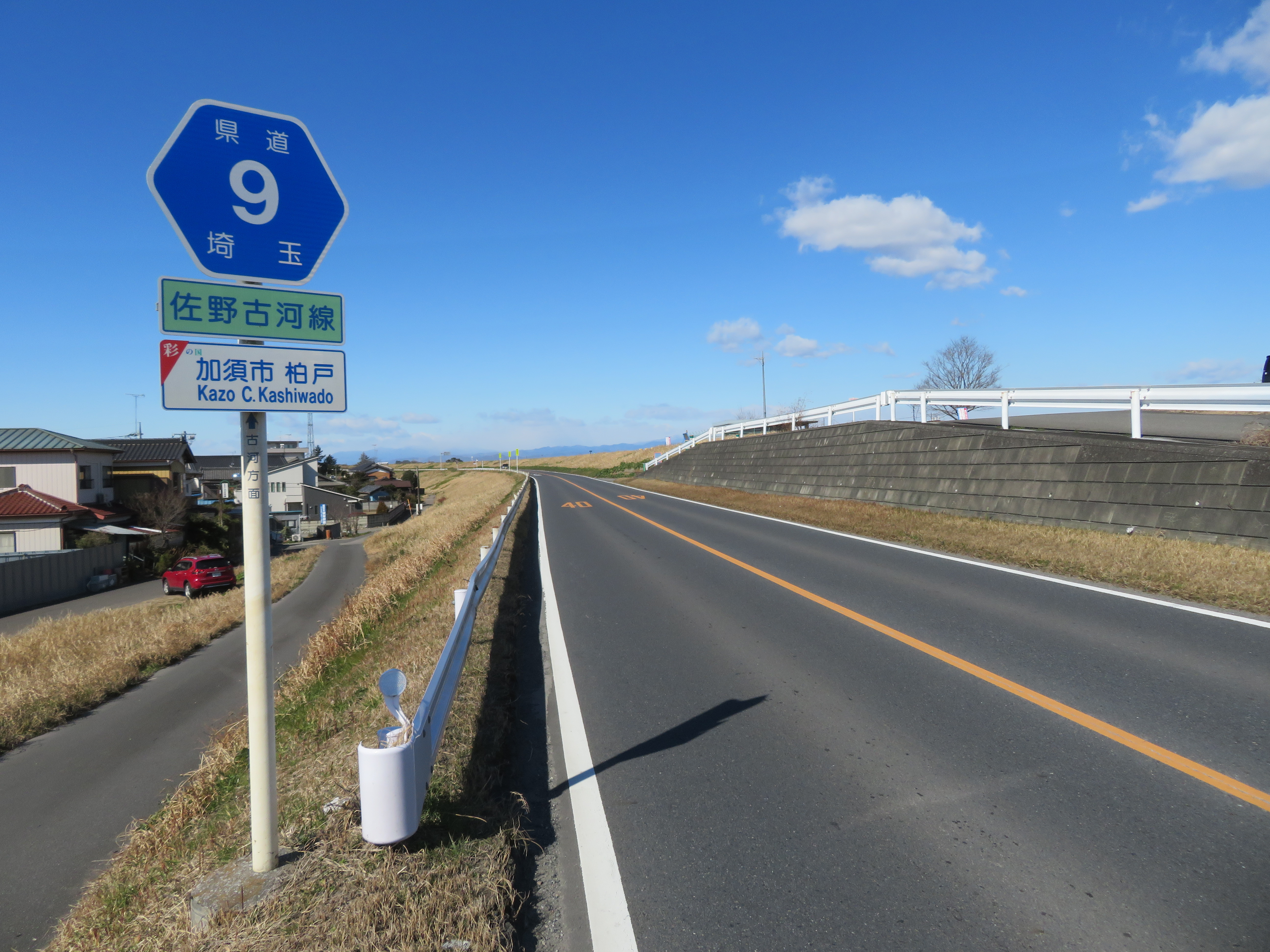
埼玉県加須市柏戸付近
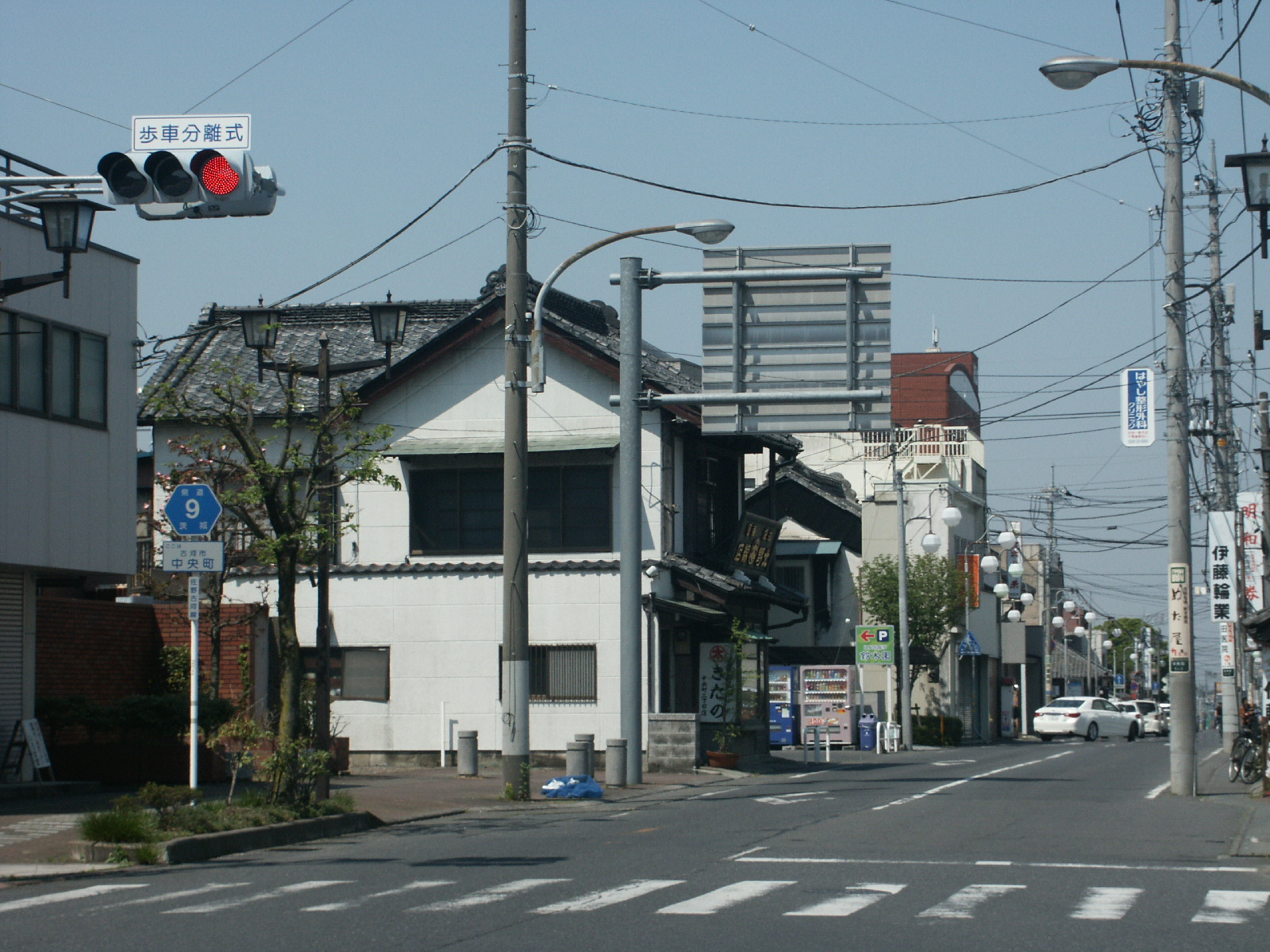
茨城県古河市中央町付近